# Mozzarella di Bufala Campana
Mozzarella di Bufala je měkký nezrající sýr, který se uchovává v nálevu. Sýr je vyráběn z pasterizováného buvolího mléka. Sýr se uchovová ve slaném nálevu nebo syrovátce.
Skladovat by se měla v rozmezí mezi 4–10 °C, ovšem konzumovat by se měla při pokojové teplotě.

## Historie
První zmínky o chování buvolů v Kampánii se datují do 9. století. První zprávy o zpracování buvolího mléka pochází z 10. století, kdy se dělal z mléka tvaroh.
Ve 12. století se objevuje první zmínka o mozzarelle, kterou výraběli mniši v klášteře San Lorenzo, který se nachází v Padule. Označení DOC obdržela v roce 1996.

## Využití
Sýr se využívá jak ve studené, tak v teplé kuchyni. Ve studené kuchyni se používá do salátů, v teplé kuchyni se přidává k zapečeným bramborám nebo na pizzu. Pro jídla bez tepelné úpravy by se měla používat mozzarela mladší 8 dní, jinak by se měla používat pouze po tepelné úpravě, a to kvůli množení bakterií.